# Diplectrona tenebricosa
Diplectrona tenebricosa är en nattsländeart som först beskrevs av Georg Ulmer 1907.  Diplectrona tenebricosa ingår i släktet Diplectrona och familjen ryssjenattsländor. Inga underarter finns listade i Catalogue of Life.